# باربيس ماسينسيس
باربيس ماسينسيس هو نوع من الأسماك والتي تم العثور عليها فقط في المغرب.

## أماكن التواجد
تتواجد أسماك باربيس ماسينسيس في ينابيع المياه العذبة، ولا يعتبره الاتحاد الدولي لحفظ الطبيعة ضمن الأنواع المهددة بالانقراض.
1. ↑  The IUCN Red List of Threatened Species 2018.1 (بالإنجليزية), 5 Jul 2018, QID:Q56011232
2. ↑  "معلومات عن باربيس ماسينسيس". مؤرشف من الأصل في 2021-05-05.